# Fiambre

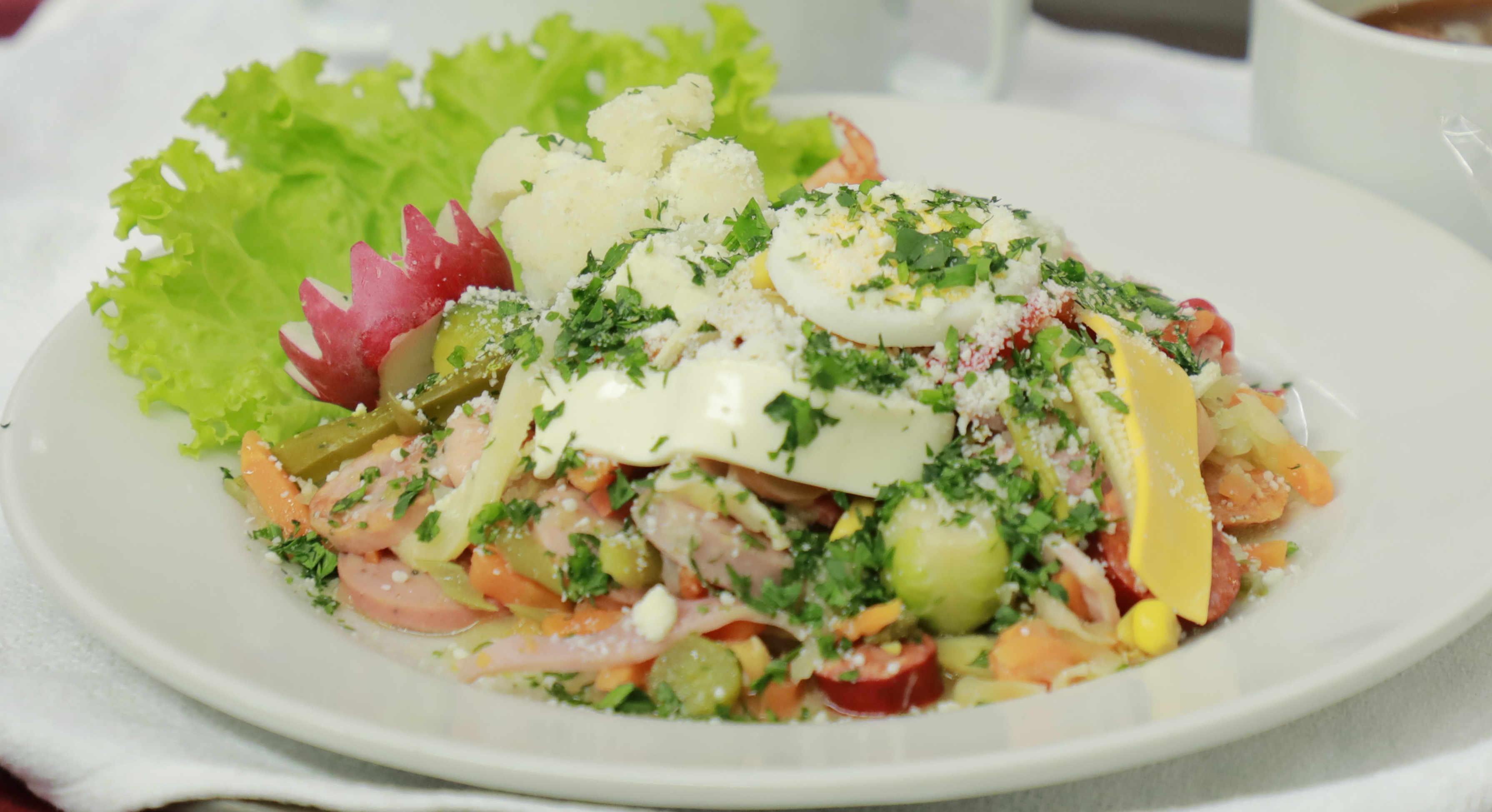
Fiambre

Il fiambre è un piatto tipico del Guatemala che viene consumato abitualmente nei giorni di Ognissanti e dei defunti (1° e 2 novembre), al culmine di un ciclo di festività religiose nelle quali le antiche tradizioni locali danno espressione alla fervente fede cattolica che caratterizza il Guatemala.
La ricetta, che risale all'epoca della colonizzazione spagnola, include, tra gli ingredienti, vari insaccati, verdure, pollo, uova.
La natura e l'origine diversa degli ingredienti simboleggia la pluriculturalità del paese centroamericano e più in generale la fusione di molte etnie e culture che caratterizza l'America.